# NGC 1688

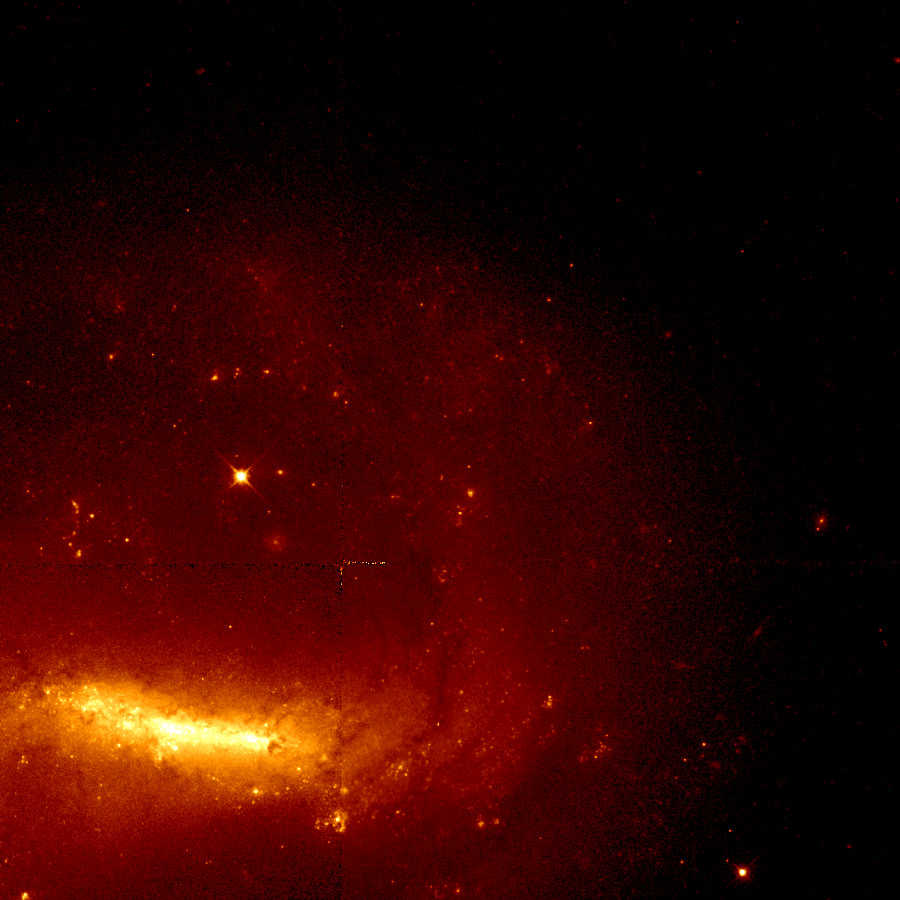
NGC 1688 par le télescope spatial Hubble.

NGC 1688 est une galaxie spirale barrée de type magellanique située dans la constellation de la Dorade. NGC 1688 a été découverte par l'astronome britannique John Herschel en 1834.

## Caractéristiques
Sa vitesse par rapport au fond diffus cosmologique est de 1 248 ± 6 km/s, ce qui correspond à une distance de Hubble de 18,40 ± 1,29 Mpc (∼60 millions d'al).
À ce jour, une douziaine de mesures non basées sur le décalage vers le rouge (redshift) donnent une distance de 14,083 ± 3,209 Mpc (∼45,9 millions d'al), ce qui est à l'intérieur des valeurs de la distance de Hubble. Puisque cette galaxie est relativement rapprochée du Groupe local, il est probable que cette valeur soit plus près de la distance réelle de NGC 1688. Notons que c'est avec la valeur moyenne des mesures indépendantes, lorsqu'elles existent, que la base de données NASA/IPAC calcule le diamètre d'une galaxie.
La classe de luminosité de NGC 1688 est IV et elle présente une large raie HI.

## Groupe de NGC 1672
NGC 1688 fait partie du groupe de NGC 1672 qui compte au moins 9 galaxies. Selon un article publié par A.M. Garcia en 1993, le groupe de NGC 1762 comprend 8 galaxies, soit NGC 1672, NGC 1688, NGC 1703, et les galaxies 85-14, 85-30, 118-34, 119-16 et 158-3 du catalogue ESO. Le site « Un Atlas de l'Univers » de Richard Powell mentionne aussi l'existence de groupe, mais en incluant seulement les galaxies du catalogue NGC. Toutefois, on y retrouve une quatrième galaxie de ce catalogue, soit NGC 1824.